# Demetrije I. (patrijarh carigradski)
Demetrije I.(grč:Οικουμενικού Πατριάρχη Δημητρίου Ι.) (Carigrad 8. rujna 1914. – Carigrad, 2. listopada 1991.) je 269. carigradski patrijarh. Godine 1972. postaje Carigradskim patrijarhom. Umro je 1991. i na njegovo mjesto dolazi Bartolomej I.
Za njegova patrijarškog mandata uspostavio je teološki dijalog Katoličke i Pravoslavne Crkve.
1987. je otputovao u Rim gdje ga je papa Ivan Pavao II. dočekao, a na Svetoj misi molili su Nicejsko-carigradsko vjerovanje na grčkom.
| Prethodnik:  | Carigradska patrijaršija | Nasljednik:   |
| Atenagora I. | Carigradska patrijaršija | Bartolomej I. |